# Дрейпер, Джейкоб
Джейкоб Бенджамин Дрейпер (англ. Jacob Benjamin Draper; род. 24 июля 1998, Аппер-Кумбран) — валлийский и британский хоккеист на траве, полузащитник. Участник летних Олимпийских игр 2020 года.

## Биография
Джейкоб Дрейпер родился 24 июля 1998 года в пригороде Аппер-Кумбран британского города Кумбран.
Изучал экономику в университете в Суонси.
Сначала занимался футболом, однако, проведя один матч в хоккей на траве, сменил вид спорта.
Играл в хоккей на траве за валлийский «Гвент», затем до 2018 года — за английский «Престон». В 2018—2019 годах защищал цвета валлийского «Кардифф энд Мет», в 2019—2021 годах — английского «Хампстед энд Вестминстер». С 2021 года играет за бельгийский «Берсхот».
28 августа 2016 года дебютировал в сборной Уэльса, сыграв в Вене со сборной Австрии (5:1). Дважды участвовал в чемпионатах Европы: в 2019 году в Антверпене, где валлийцы заняли 6-е место, и в 2021 году в Амстелвене, где они расположились на 7-й позиции. Дважды выступал на хоккейных турнирах Игр Содружества: в 2018 году в Голд-Косте, где сборная сборная Уэльса заняла 9-е место, и в 2022 году в Бирмингеме, когда она стала 6-й.
В октябре 2019 года дебютировал в сборной Великобритании.
В 2021 году вошёл в состав сборной Великобритании по хоккею на траве на летних Олимпийских играх в Токио, занявшей 5-е место. Играл на позиции полузащитника, провёл 6 матчей, мячей не забивал.